# No. 28 Squadron RAF
Il No. 28 Squadron RAF (noto anche come No. 28 (Army Co-operation) Squadron o No. 28 (AC) Squadron) è uno squadrone di conversione operativa della Royal Air Force, istituito il 7 novembre 1915 a Gosport, nell'Hampshire.
Equipaggiato con gli elicotteri Westland Puma HC2 e Boeing Chinook HC5/6/6A, ha sede presso la base aerea di Benson.

## Prima guerra mondiale
Il 7 novembre 1915, presso la RAF Gosport, fu formato il No. 28 Squadron del Royal Flying Corps. Inizialmente uno squadron di addestramento divenne uno squadron da caccia equipaggiato con i Sopwith Camel.
Parte dal campo di Candas nella Somme (dipartimento) del fronte francese al fronte italiano per via ferroviaria il 9 novembre 1917, il 28 novembre arriva in treno a Padova, monta gli aerei al campo volo di San Pelagio (Due Carrare) dove svolge voli di addestramento per poi andare al Campo di aviazione di Gazzo nel 51° Wing al comando del tenente colonnello Reginald Percy Mills.
Il 20 febbraio 1918 cade il Lieutenant Douglas Christie Wright con il Camel (B5193) a sud di Conegliano forse abbattuto dal Ltn Wittenhagen della Jasta 31 e muore due giorni dopo come prigioniero.
Il 22 febbraio il 2nd Lieutenant Harold Butler viene abbattuto con il Camel (B6362) probabilmente dagli Aviatik D.I di Josef Siegel e Rudolf Klemm della Flik 56J.
Dal 26 marzo 1918 dipende dal 14° Wing di Sarcedo del tenente colonnello Philip Joubert de la Ferté con 18 piloti per altrettanti Camel.
Il 23 aprile il Sopwith Camel B5401 del Capitano australiano Carl John Thomsen viene abbattuto dalla contraerea sul torrente Stizzon e Thomsen viene preso prigioniero.
Richard Jeffries Dawes  fu trasferito per un breve periodo allo Squadron dove ottenne una vittoria il 3 maggio prima di tornare al No. 45 Squadron RAF.
Il Sopwith Camel B2455 X del Tenente E.G. Forder fu costretto ad atterrare al campo di aviazione di Feltre l'11 maggio 1918, dall'asso austro-ungarico Oberleutnant Frank Linke-Crawford sull'Aviatik D.I. Forder è diventato un prigioniero di guerra.
Dal mese di luglio arriva anche Bert Hinkler.
Dal 20 agosto è a Sarcedo fino al 22 ottobre. Dal 22 ottobre 1918 si sposta nell'area dell'ippodromo di Treviso nel campo di Limbraga (Lancenigo).
Il 27 ottobre il Lieutenant Norman Henry Hamley è stato costretto ad atterrare illeso nelle Grave di Papadopoli con il Sopwith Camel E7216 dopo il combattimento con gli Albatros D.III dei piloti della Flik 42J il Leutnant Ladislaus Ujvari (László Ujvári), che consegue la sua quinta vittoria diventando un asso dell'aviazione, ed il Zugsführer Anton Aussitz, che arriva alla sua 4a vittoria.
Il 29 ottobre il capitano Joseph E. Hallonquist (5 vittorie tutte in Italia) fu abbattuto dal fuoco dalla contraerea e catturato.
Oltre a William George Barker che arriva a 50 vittorie di cui 43 in Italia, Clifford McEwen detto «Black Mike», canadese del Manitoba, amico di Antonio Riva, arriva a 27 vittorie in Italia.
Dopo la fine della prima guerra mondiale aveva raggiunto 136 vittorie. Tra i suoi ranghi contava undici assi dell'aviazione, tra cui: il futuro Vice maresciallo dell'aria Clifford MacKay McEwen, William George Barker, Harold B. Hudson (13 vittorie), James Hart Mitchell (11 vittorie), Stanley Stanger (13 vittorie), Lieutenant Arthur Gabbettis Cooper (7 vittorie di cui 6 in Italia), Percy Wilson (7 vittorie), Joseph E. Hallonquist, il canadese Thomas F. Williams (14 vittorie), John MacKereth (7 vittorie) e Arthur Gordon Jarvis (5 vittorie tutte in Italia).

## Tra le due guerre
Lo squadron tornò in Gran Bretagna nel febbraio 1919, prima nella sua vecchia base a Yatesbury, poi a Leighterton nel Gloucestershire ed a Eastleigh nell'Hampshire nell'ottobre 1919.
Lo squadron fu sciolto il 20 gennaio 1920 alla RAF Eastleigh, tuttavia il 1º aprile 1920 fu riformato presso la RAF Ambala come squadron di cooperazione dell'esercito con i Bristol F.2 Fighter e rinumerato No. 114 Squadron RAF. Durante gli anni 20 e 30 fu spostato in varie basi in India ed operò con diversi velivoli tra cui il Westland Wapiti nel settembre del 1931 e l'Hawker Hart nel giugno del 1936.

## Seconda guerra mondiale

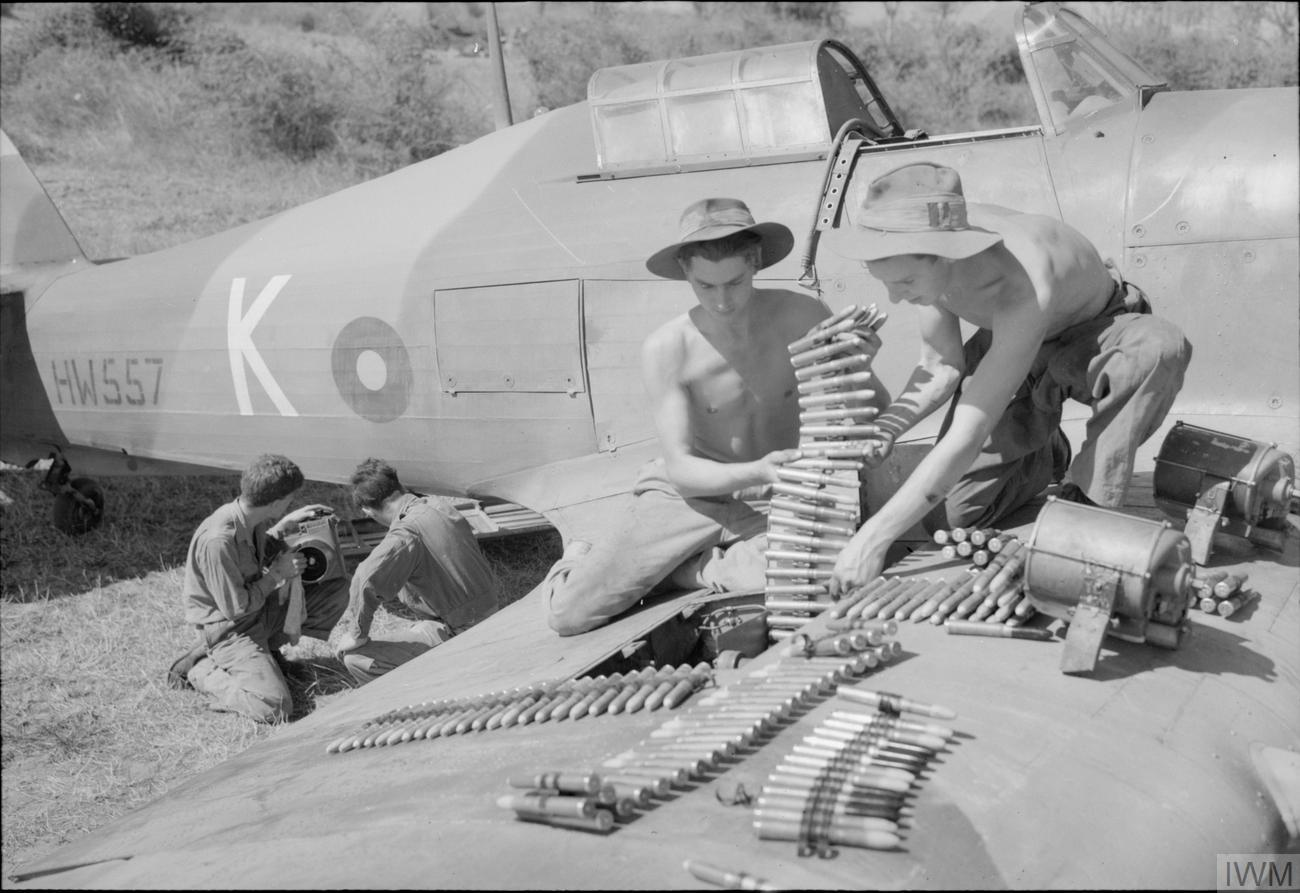
Un Hurricane IIC armato del 28 Squadron, 1943.

Rimanendo in Asia, durante la seconda guerra mondiale ha volato con il Westland Lysander dal settembre 1941 e dal dicembre 1942 con il cacciabombardiere Hawker Hurricane. Nel 1943 lo squadron operava in Birmania fino al luglio del 1945, quando iniziò a riequipaggiarsi con il Supermarine Spitfire.

## Il dopoguerra

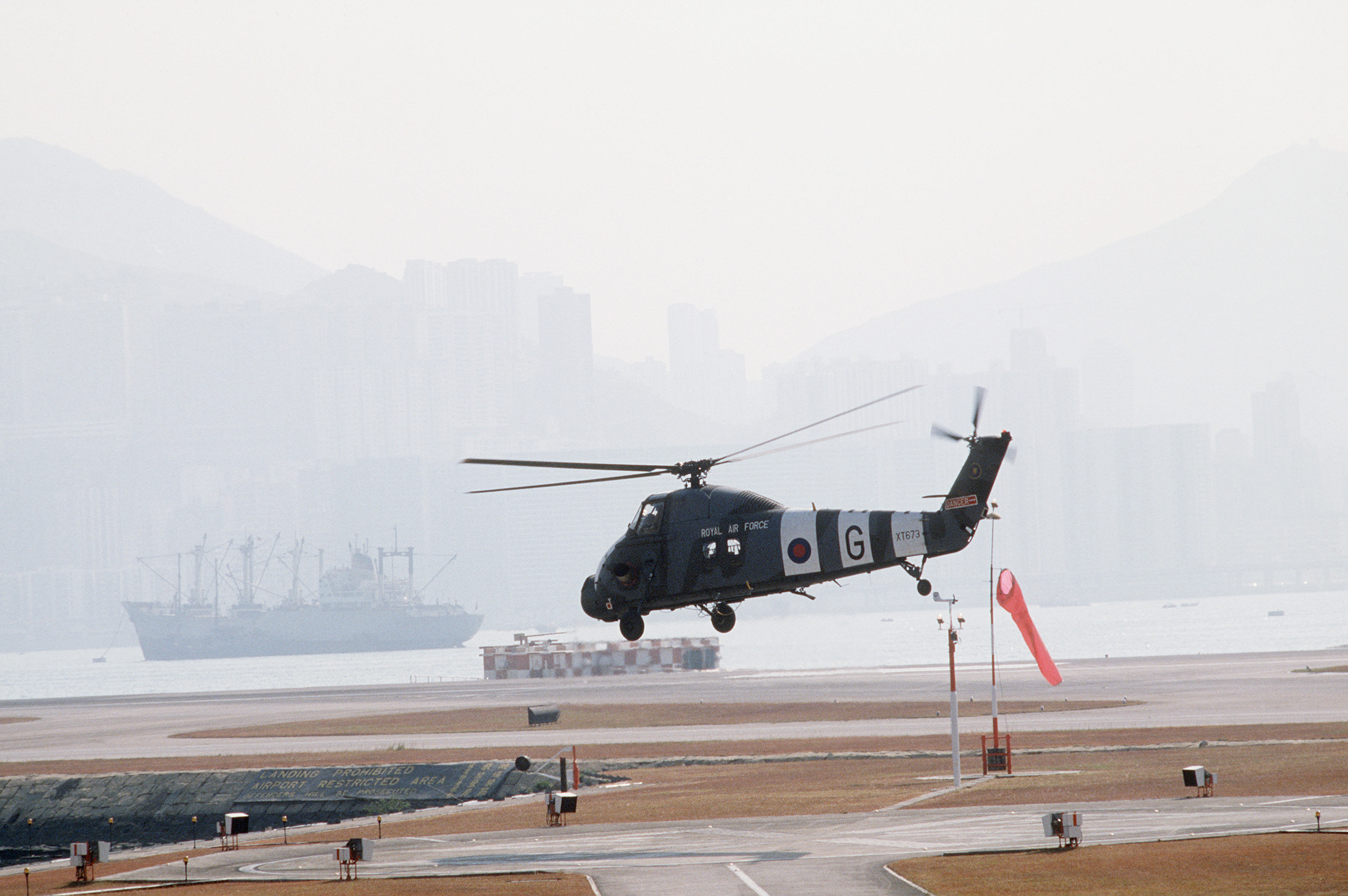
Un Wessex HC2 del 28 Sqn decolla a Hong Kong nel 1983.

Dopo la seconda guerra mondiale, lo squadron operò come unità da ricognizione combattente come parte della Far East Air Force in Estremo Oriente, trasferendosi alla RAF Kai Tak di Hong Kong nel 1949 ancora con lo Spitfire. Da allora in poi lo squadron fu regolarmente spostato tra Kai Tak e Sek Kong, e dal gennaio 1951 fu equipaggiato con il de Havilland DH.100 Vampire, poi con il de Havilland DH.112 Venom dal febbraio 1956. Mentre a Kai Tak dal maggio 1962 lo squadron transita sull'Hawker Hunter FGA.9s, fino al 2 gennaio 1967 quando fu sciolto.
Lo squadron fu riformato il 1º marzo 1968 a Kai Tak da un distaccamento dello No. 103 Squadron RAF che operava su Westland Whirlwind (elicottero) HC 10s. Il Westland Wessex HC.2 fu utilizzato dallo squadron dal gennaio 1972 ed i Whirlwind volarono fino all'agosto del 1972. Il 17 maggio 1978 lo squadron si trasferì a RAF Sek Kong (a nord di Tai Mo Shan) dove rimase fino al 1º novembre 1996. Lo squadron tornò da Kai Tak fino allo scioglimento del 3 giugno 1997 prima del ritiro britannico il 1º luglio, con la vendita dei Wessex dello squadron in Uruguay. Fu l'ultimo squadrone della RAF a lasciare il territorio.
La RAF ha ordinato 22 elicotteri Westland Merlin HC3 nel marzo 1995, il primo dei quali è stato ricevuto da GKNWestland, ora AgustaWestland, il 7 marzo 2001. Lo squadron si è ufficialmente riformato il 17 luglio 2001 a RAF Benson (2,4 km a nord fi Wallingford (Oxfordshire), la prima volta nella sua storia recente che lo squadron era di stanza nel Regno Unito.
Il primo ruolo operativo dello squadron con i Merlin era a sostegno della Stabilisation Force (SFOR) a Banja Luka, in Bosnia ed Erzegovina. L'aeromobile ed il personale sono stati impiegati dal 1º aprile 2003, lo stesso giorno in cui è stata dichiarata la capacità operativa iniziale per il Merlin. Il distaccamento cessò il 31 marzo 2004 e lo squadron iniziò quindi a prepararsi per le operazioni in Iraq.
L'impegno dello squadron per l'Operazione TELIC nell'ambito della Guerra in Iraq è iniziato il 1º marzo 2005. Diversi velivoli e un mix di membri di equipaggio, ingegneri e personale di supporto del 28 Squadron e RAF Benson, schierato utilizzando lo storico No. 1419 Flight RAF per sostituire il Chinook's di No. 1310 Flight RAF presso Basrah Air Station (oggi Aeroporto Internazionale di Bassora) in Iraq. Nel 2009 lo squadron tornò dall'operazione Telic e più tardi nell'anno schierato sull'operazione Herrick nell'ambito della Guerra in Afghanistan (2001-2021) mantenendo la designazione di 1419. Lo squadron è tornato nel maggio 2013.

## Oggi
Il 3 dicembre 2007 lo squadron è stato sciolto per formare la RAF Merlin Force che comprende 28 Squadron, il nuovo No. 78 Squadron RAF e lo Squadron Force Engineering Squadron. Ciò ha seguito l'acquisto aggiuntivo di sei Merlin HC3A supplementari dalla Danimarca dalla AgustaWestland. Il congruo aumento del personale di equipaggio e di ingegneri avrebbe reso un singolo squadron Merlin troppo grande.
Nel luglio 2015, lo squadron ha consegnato i suoi elicotteri Merlin alla Royal Navy/Commando Helicopter Force ed ha riorganizzato come 28 Squadron OCU il cui ruolo è quello di addestrare gli equipaggi Chinook Mk4 e Puma Mk2. Il 28 Squadron OCU ha raggiunto la sua capacità operativa iniziale il 21 ottobre 2015 in seguito all'arrivo di quattro elicotteri Chinook e di equipaggi ed ingegneri messi insieme per unirsi agli attuali team di addestramento dei Puma già con sede alla RAF Benson. Il 1º febbraio 2018, dopo l'annuncio del comitato esecutivo del Consiglio dell'Aeronautica e del Consiglio di difesa, lo squadron ha ritirato la designazione nella riserva. Sono ora in corso i lavori per reintrodurre formalmente il designatore della "AC" della Cooperazione militare per riflettere l'attuale ruolo dello squadron nel sostenere l'esercito britannico.